# Gino Franzi
Pour les articles homonymes, voir Franzi.
Gino Franzi nom de scène de  Giovanni Pietro Franzi, né le 25 juillet 1884 à Turin (Italie) et mort le 27 décembre 1958 à Milan, est un chanteur italien.

## Biographie
Né à Turin, Gino Franzi commence à jouer au théâtre dans des compagnies piémontaises, puis, doté d'une bonne voix, il choisit le monde de la chanson, faisant ses débuts en public en 1910. En 1912, il lance la chanson Fili d'oro, de Francesco Buongiovanni et Giovanni Capurro, un succès de  enregistré par la suite par divers chanteurs dont  Carlo Buti et Claudio Villa.
Après la fin de la Première Guerre mondiale, il est engagé pour se produire à Paris, où il chante en italien et en français. Les années suivantes, il lance des chansons comme Addio Tabarin, Ninnolo ,  Come una coppa  di champagne , devenant l'un des représentants majeurs d'un type de chanteur lié à des thèmes dramatiques, de découragement, de déception, d'adieu mélancolique et d'amour mal compris.
Au fil des années, le style de Gino Franzi tombe  dans l'oubli, réapparaissant en 1948 dans des compagnies de revue, tentant de relancer son ancien répertoire.
Il meurt oublié, à Milan, peu après Noël 1958, et est inhumé au Cimetière majeur de Milan.